# Nepenthes distillatoria
Nepenthes distillatoria is een vleesetende bekerplant uit de familie Nepenthaceae. De soort is endemisch in Sri Lanka en voor zover bekend de enige Nepenthes-soort op het eiland. Het was de tweede Nepenthes-soort die werd gedocumenteerd en het is de typesoort die in 1753 door Carl Linnaeus werd vermeld in Species plantarum.
Nepenthes distillatoria groeit voornamelijk in drassig, open kreupelhout, maar ook in andere open gebieden en in bossen. Hij komt voor tot op een hoogte van 700 meter boven zeeniveau.

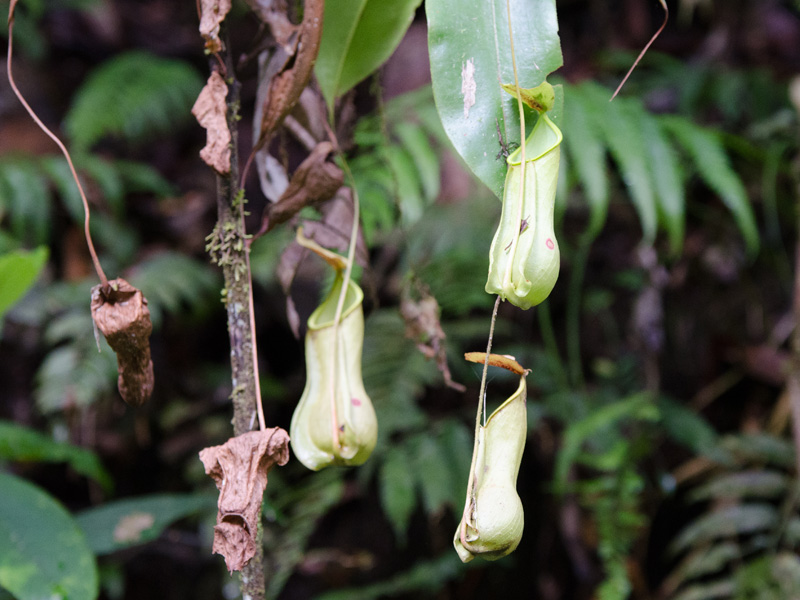
Vangbekers van N. distillatoria

... · 
N. alata · 
N. albomarginata · 
N. ampullaria · 
N. argentii · 
N. aristolochioides · 
N. attenboroughii · 
N. bicalcarata · 
N. bokorensis · 
N. bongso · 
N. boschiana · 
N. burkei · 
N. campanulata · 
N. chaniana · 
N. danseri · 
N. deaniana · 
N. densiflora · 
N. diatas · 
N. distillatoria · 
N. edwardsiana · 
N. ephippiata · 
N. gracilis · 
N. gymnamphora · 
N. hirsuta · 
N. inermis · 
N. insignis · 
N. jamban · 
N. khasiana · 
N. lamii · 
N. leyte · 
N. lingulata · 
N. lowii · 
N. macfarlanei · 
N. macrophylla · 
N. madagascariensis · 
N. masoalensis · 
N. maxima · 
N. mirabilis · 
N. monticola · 
N. northiana · 
N. ovata · 
N. peltata · 
N. pervillei · 
N. pitopangii · 
N. rafflesiana · 
N. rajah ·
N. rhombicaulis · 
N. rosea ·
N. sanguinea · 
N. sibuyanensis · 
N. spathulata · 
N. tenax · 
N. tenuis · 
N. veitchii ·
N. ventricosa ·
N. vieillardii ·
N. villosa · 
...